# 드레이크와 조쉬
《드레이크와 조쉬》(Drake & Josh)는 니켈로디언에서 방영된 두 의붓형제 드레이크 파커(드레이크 벨)과 조쉬 니콜스(조쉬 펙)의 이야기를 다룬 미국의 시트콤이다. 둘은 이미 《어맨다 쇼》에서 함께 출연한적이 있으며, 낸시 설리번은 시트콤 내에서 그들의 어머니 역할을 했다. 조너선 골드스타인은 아버지 역할이었으며, 미란다 코스그로브는 여동생 역할이었다.

## 줄거리
《드레이크와 조쉬》는 드레이크의 어머니 오드리 파커 니콜스(낸시 설리번)와 조쉬의 아버지 월터 니콜스(조너선 골드스타인)의 결혼으로 의붓형제가 된 두 십대 드레이크 파커(드레이크 벨)와 조쉬 니콜스(조쉬 펙)의 주위에서 일어나는 일들의 이야기다. 드레이크는 단순하고, 멋있고, 운좋은, 인기 좋은 16살의 소년 캐릭터이고 조쉬는 눈치없고, 고지식하며, 운수없는 동갑의 아이이다. 그들은 천진해 보이지만 사실 사악한 드레이크의 여동생 메건 파커(미란다 코스그로브)에 의해서 자주 시달리고 골치아픈 일에 휘말린다. 조쉬의 아버지 월터 니콜스는 조쉬와 같이 눈치없는 캐릭터로, 직업은 기상 캐스터이다. 드레이크와 메건의 어머니 오드리 파커 니콜스는 다소 엄격하고, 드레이크와 조쉬를 자주 벌한다. 그녀는 가족 내에서 메건의 사악함을 깨닫지 못한 유일한 인물이다(3기와 4기에서부터 월터는 메건의 사악함을 깨닫기 시작한다). 시트콤 시리즈 내내, 드레이크와 조쉬는 학교, 일, 여자친구, 메건의 심술, 다른 많은 일들을 겪는다.

## 주연

### 드레이크 파커
드레이크(가수 드레이크 벨 분)는 인기있고 속편하게 사는 십대 소년이다. 가끔 무식이 드러나긴 하지만, 그렇게 멍청하지는 않다. 드레이크는 음악에 지대한 관심을 갖고 있는데 시리즈 내내 밴드에서 전기 기타를 맡고 있으며, 모든 음악 장르, 그 중에서도 로큰롤을 매우 좋아한다. 드레이크는 여자들과 잘 어울리며 데이트 중의 농담에도 수월하다. 드레이크는 여자들에게 인기가 많지만, 때로는 여자를 꺼리기도 하며 때때로는 조쉬보다도 예민하게 행동하기도 한다. 게으름과 이기심에도 불구하고, 드레이크는 여전히 인기 캐릭터이고 내심 옳은 일을 지향한다. 드레이크와 메건의 친아버지에 대해서는 알려진 바가 거의 없지만 둘은 의붓 아버지를 그다지 존경하지 않는 것으로 보아 친아버지와는 친밀했다고 여겨진다.

### 조쉬 니콜스
조쉬(배우 조쉬 펙 분)는 늘상 본의 아니게 수많은 재수없는 일들에 휘말린다. 그는 분별력이 있지만, 1기와 2기에서는 드레이크의 어드밴티지 덕을 꽤 보았으며, 여자친구 운은 거의 없었다. 3기와 4기에서의 조쉬는 자신감이 늘었고 상당한 양의 몸무게가 줄었다. 그는 라이벌이었던 민디를 여자친구로 사귀게 되었고, 드레이크의 무의미한 행동에 대해 신랄한 말도 하게 되었다. 조쉬의 친어머니에 대해서는 알려진 바가 없다.

### 메건 파커
메건(여배우 미란다 코스그로브 분)은 드레이크의 귀엽고 활발하지만 다소 뻔뻔하고 사악한 여동생이며 조쉬의 의붓여동생이다. 그녀는 계속해서 드레이크와 조쉬를 골탕먹이며, 그들이 괴로워하는 것을 즐긴다. 그녀의 계획들은 1기 1화에서 드레이크와 조쉬의 국수에 핫소스를 뿌리는것부터 시작해서 3기에서는 페인트볼을 발사하는 등 4기가 되어서는 더욱 복잡해진다. 그녀는 두 오빠들을 멍청이라는 뜻에서 "얼간이"라고 부른다. 메건은 다소 사디스트적인 성격이 있어 두사람을 시리즈 내내 괴롭힌다. 그러나 나타내지는 않지만 메건은 두사람을 좋아한다.

### 월터 니콜스
월터(배우 조너선 골드스타인 분)는 조쉬의 아버지이고 드레이크와 메건의 의붓아버지로, 직업은 기상 캐스터지만 대부분 돌팔이. 월터는 눈치가 없고, 날짜 감각이 없으며, 다소 무식해 보인다(예를 들어, 그는 영화 《타이타닉》이 실화가 아니라 단순한 픽션이라고 알고 있다). 실상 그는 의붓자식인 드레이크와 메건에게 다소 존경받지 않는다(드레이크와 메건은 일반적인 의붓자식들이 그러듯 월터를 이름으로 부른다). 또한 월터는 메건이 치는 장난에 둔해서 드레이크와 조쉬를 번번이 혼내는데, 3기와 4기에서는 메건의 사악함을 점점 깨닫기 시작한다.

### 오드리 파커 니콜스
오드리(여배우 낸시 설리번 분)은 드레이크와 메건의 어머니이고 조쉬의 의붓어머니이다. 그녀는 월터의 라이벌 기상 캐스터인 브루스 윈칠을 선호하여서 월터를 화나게 하기도 한다. 월터가 드레이크와 조쉬를 거의 혼내지 않기 때문에 아들들을 혼내는 것은 대부분 그녀다. 그녀의 이름은 시트콤 내내 언급되지 않지만, (제작진 명단에서는 보인다.) 니켈로디언 웹페이지에 밝혀져 있다. 오드리와 월터는, 드레이크와 조쉬가 사실을 말해도 두사람보다 메건을 믿는다. 오드리도 일을 하긴 하지만, 직업과 업무가 무엇인지는 언급되지 않는다.

## 조연
- 크레이그와 에릭 (앨릭 메드록과 스콧 하버스테이드 분)은 드레이크를 따라다니며 드레이크의 무모한 계획들을 짜주는 머리는 좋지만 인기없는 학생들이다. 드레이크는 이 둘을 자주 헷갈린다. 에릭이 크레이그보다 더 인기가 없는데, 그는 끼워넣는 단추 셔츠와, 두꺼운 뿔테안경에 주머니에는 펜을 꽂고 다닌다. 이 둘은 평화주의자로, 1기와 2기에서는 가끔씩 나오지만 3기부터는 자주 등장한다.

- 민디 크렌쇼(앨리슨 스카글리오티스미스 분)는 〈Honor Council〉편에서 조쉬의 학교 라이벌로 소개되는데, 사실 그녀는 5년동안 쭉 과학 대회에서 조쉬를 이겨온것으로 조쉬 놀리기를 즐긴다. 그러나 민디는 후에 조쉬의 여자친구가 되고 둘은 4기의 〈Mindy Loves Josh〉편에서 헤어졌지만 영화판 《드레이크와 조쉬 정말 큰 새우》에서 다시 사귀게 되었다.

- 트레보 윌슨(타란 킬람 분)은 드레이크의 친구 중 하나로, 드레이크보다도 무식하다. 그는 〈듄 버기〉편에서만 등장하지만 시리즈 내내 언급된다.

- 헬렌 오필리아 듀보이스 백스터(이벳 니콜 브라운 분)는 조쉬와 드레이크가 일하고 있는 프리미어 극장의 지배인으로, 대형 가게 프리미어 갤러리아에도 관련되어 있다. 그녀는 윽박지르는 말투와 큰 목소리, 직원들에 대한 명령조로 알려져 있다. 헬렌은 드레이크를 꽤 좋아하는데, 조쉬가 극장에서 힘들게 일함에도 불구하고 조쉬를 싫어한다. 그녀는 아동 TV 프로그램인 〈해피 타임〉에 출연하고 있다. 이벳 니콜 브라운이 헬렌을 잘 연기했지만, 〈리틀 디바〉편에서는 프랜시스 캘리어가 헬렌을 연기했다.

- 개빈 (제이크 패로)은 조쉬와 함께 프리미어 극장에서 일하는 숭어모양 머리의 직원이다(3기의 〈Who's Got Game〉편에서 개빈은 파마를 한다). 근무중의 개빈은 시리즈 내내 헬렌이 조쉬에게 극장 안의 잡동사니를 치우라고 시킬때 휘말리곤 한다. 그러면 그는 직접 청소를 하고 나서 조쉬에게 "I got it." 이라고 말하는데, 드레이크와 조쉬의 어머니 오드리에게 호감을 가지고 있다. 그는 근무중에 지붕 위에서 잔다거나 하는 방법으로 어떻게 해서든 농땡이를 칠 수 있다. 그는 〈운전 면허〉편에서 처음 등장했고 〈댄스 콘테스트〉편에서 작별인사를 하면서 마지막으로 출연했다.

- 리어 (캐시 심)는 1기와 3기에 등장하는 프리미어 극장의 여종업원이다. 그녀는 조쉬와는 잘 지내지만 크레이지 스티브를 무서워하는 것으로 보인다.

- 린다 해이퍼(줄리아 더피) 또는 앨리스 부인은 드레이크와 조쉬의 영어 교사로, 조쉬는 썩 좋아하지만(조쉬의 근면한 성격 때문에) 드레이크의 어설픈 행동 때문에 드레이크는 그다지 좋아하지 않는다. 사실 그녀의 명대사가 "난 니가 싫다 드레이크"인데, 이에 드레이크는 "알아요"로 늘 대답한다. 해이퍼는 드레이크와 잠시 사귀던 켈리라는 딸이 있는데, 이로 인해 드레이크를 더욱 싫어한다.

- 제프 글리저 (로크 크리칠로)는 드레이크와 조쉬의 앞집에 사는 의사이다. 두사람의 집에 응급상황이 발생하면 늘 불려오는데, 진찰 중에는 드레이크와 조쉬에게 친절하게 대하지만 언제나 황당하도록 높은 액수의 계산서를 남기고 가버린다(그는 한때 드레이크와 조쉬 집에 양이 들어왔을 때 양이 임신한것을 진단해 주는걸로 100달러, 둘의 부모님에게 이르지 않는 대가로 50달러를 요구했다). 그의 첫 출연은 〈The Bet〉편이고 마지막 출연은 〈Sheep Thrills〉편이었다.

- 브루스 윈칠은 월터의 경쟁 방송국의 기상 예보관이다. 그는 시트콤에 출연하지는 않지만 때때로 언급된다. 그는 메건과 오드리에게는 멋진 머리모양을 하고 있다고 묘사되지만 월터는 그의 이름도 꺼내지 못하게 할 정도로 싫어한다. 월터는 윈칠에게 "News-ies" 상에 졌는데, 윈칠의 예보는 100%지만 월터의 예보는 0~99%이기 때문이다.

- 오프라 윈프리는 유명 토크쇼의 진행자로, 조쉬의 우상이다. 조쉬의 서툰 운전솜씨 때문에 드레이크와 조쉬의 차에 박아 교통사고를 당했다. 이후 조쉬는 윈프리의 반경 500미터 내에 들어오면 안된다는 증서를 쓰게 된다.

## 제작진
- 댄 슈나이더 – 제작자, 책임 프로듀서, 작가
- 조 카타니아 – 프로듀서
- 로빈 위너 – 프로듀서

## 에피소드
| 시즌 | 에피소드 | 최초 방영일     | 종영일           |
| ---- | -------- | --------------- | ---------------- |
| 1기  | 6        | 2004년 1월 11일 | 2004년 2월 22일  |
| 2기  | 14       | 2004년 3월 14일 | 2004년 11월 28일 |
| 3기  | 20       | 2005년 4월 2일  | 2006년 4월 8일   |
| 4기  | 20       | 2006년 9월 24일 | 2007년 9월 16일  |

### 영화판 에피소드
| 영화                                  | 방영일         | 에피소드  |
| ------------------------------------- | -------------- | --------- |
| 《드레이크와 조쉬 할리우드에 가다》   | 2006년 1월 6일 | 32 ~ 34화 |
| 《드레이크와 조쉬 정말 큰 새우》      | 2007년 8월 3일 | 57 ~ 58화 |
| 《드레이크와 조쉬 최고의 크리스마스》 | 2008년 겨울    | 스페셜    |

## DVD 판매

### 드레이크와 조쉬 갑자기 형제가 되다
(2005년 2월 15일 발매)
- 4개의 에피소드가 있다.
  - 파일럿
  - 듄 버기
  - 날 형제로 믿어 줘
  - 첫 번째 크러시

### 드레이크와 조쉬 할리우드에 가다
(2006년 1월 31일 발매)
- 영화판을 따른다.
- 두개의 보너스 에피소드 수록 : 헬렌의 수술 & 민디의 뒤
- Found a Way 뮤직 비디오 수록

## 영화판

### 드레이크와 조쉬 할리우드에 가다
부모님이 여행을 가고 드레이크와 조쉬는 집에 남게 되었다. 둘은 메건이 덴버의 친구를 만나러 간다고 하여 공항으로 배웅을 나갔지만, 실수로 메건을 LA행 비행기에 태우고 말았다. 그들은 메건을 데리고 오기 위해 할리우드로 날아간다. 영화는 2006년 1월 6일 방영되었고 TV Guide에 따르면 그 주의 전체 케이블에서 가장 높게 평가되었다.

## 책
《드레이크와 조쉬》서적판은 아동 출판사 Scholastic에 의해 2006년부터 출간되었다. 일반적으로 서적판은 시트콤 내용을 바탕으로 하고 있으며 시트콤 에피소드 두개가 한 책에서 다루어진다.
책들은 작가 Laurie Calkhoven에 의해 쓰여졌다.
- 《Blues Brothers》 : 에피소드 〈Blues Brothers〉와 〈Number One Fan〉
- 《Sibling Revalry》 : 에피소드 〈The Bet〉와 〈Peruvian Puff Pepper〉
- 《드레이크와 조쉬 할리우드에 가다》 : 영화판 에피소드 〈드레이크와 조쉬 할리우드에 가다〉
- 《Kid Trouble》 : 에피소드 〈메건의 새 선생님〉과 〈Little Sibling〉
- 《Alien Invasion》 : 에피소드 〈Alien Invasion〉과 〈The Demonator〉
- 《Surprise!》, based on the episodes "Josh Runs Into Oprah" and "Vicious Tiberius"
- 《Josh is Done》 : 에피소드 〈Josh is Done〉과 〈I Love Sushi〉
- 《형제 대 형제》 : 에피소드 〈Foam Finger〉와 〈댄스 콘테스트〉
- 《정말 큰 새우》 : 영화판 에피소드 《드레이크와 조쉬 할리우드에 가다》
- 《민디》 : 에피소드〈Honor Council〉과 〈Mindy's Back〉
- 《스카이 다이버》 : 에피소드 〈헬리콥터〉와 〈나무 집〉

## 수상
- 2006년 니켈로디언 키즈 초이스 어워드 : Favorite TV Show
- 2006년 니켈로디언 키즈 초이스 어워드 : Favorite TV Actor (드레이크 벨)
- 2007년 니켈로디언 키즈 초이스 어워드 : Favorite TV Actor (드레이크 벨)
- 2008년 니켈로디언 키즈 초이스 어워드 : Favorite TV Actor (드레이크 벨)
- 2008년 니켈로디언 키즈 초이스 어워드 : Favorite TV Show